# لوكوسيدين

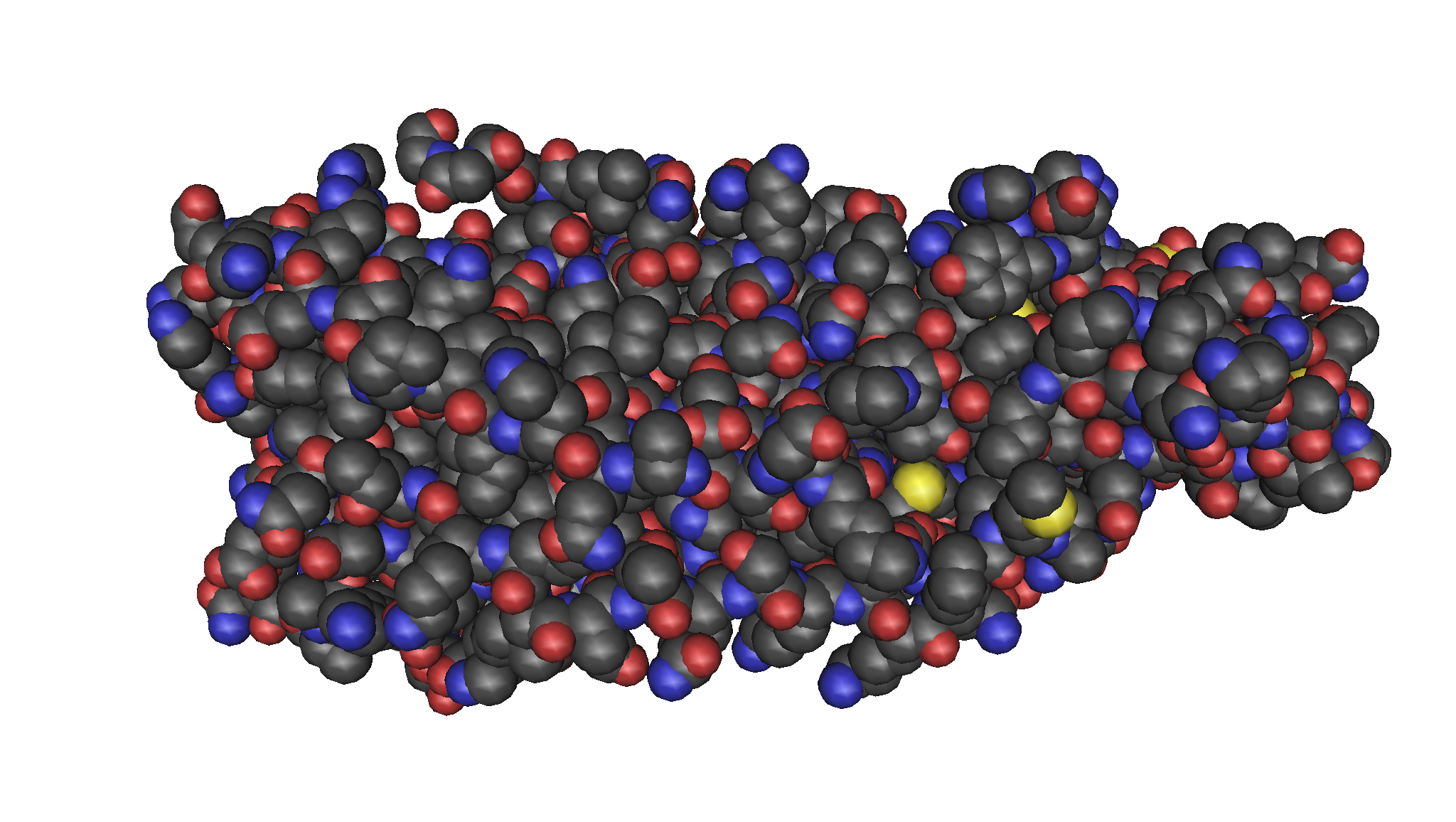

لوكوسيدين أو مُبِيْدَة الكُرَيَّات البِيْض (بالإنجليزية: Leukocidin)‏ هي نوع من سُمّ الخلايا، وتُنتجها بعضُ أنواع البكتيريا (المكورة العنقودية)، وهي نوع من السُمّ المُشكل للمسام، وتقع ضمن فئة الإنفازين البكتيري، والإنفازينات هي إفرازاتٌ إنزيمية تُساعد البكتيريا على غزو أنسجة المُضيف المُرتبطة به، وعلى الرغم من أنَّ الإنفازين تُشبه السموم الخارجية، إلا أنها تختلف بناحيتين: حيثُ تعمل عبر آلياتٍ أقل خصوصية بكثير من آليات السموم الخارجية، وأيضًا آثارها تكون عمومًا أكثر موضعية (محلية).
يُعتبر لوكوسيدين بانتون-فالانتين من أنواع اللوكسيدين.

## التسمية
لوكوسيدين (Leukocidin)، وهي تتكون من مقطعين (Leuko-) وتعني خلايا الدم البيضاء و(-cidin) وتعني قاتل أو مُبيد، أي يُقصد بها قاتلة أو مُبيدة خلايا الدم البيضاء.

## وصلات خارجية
- Leukocidins في المكتبة الوطنية الأمريكية للطب نظام فهرسة المواضيع الطبية (MeSH).